# Die Sporck’schen Jäger (1927)
Die Sporck’schen Jäger ist ein 1926 entstandener deutscher Heimat-Stummfilm von Holger-Madsen mit Albert Steinrück, Walter Rilla, Grete Mosheim und Otto Gebühr in den Hauptrollen. Die Geschichte basiert auf dem Roman Bataillon Sporck von Richard Skowronnek.

## Handlung
Ein mysteriöser Wilderer streift durch den Forst nahe dem ostpreußischen Ortelsburg und sorgt damit für reichlich Ungemach. Schon so manches gutes Wild hat er erlegt, ohne dass Forstmeister von Rüdiger seiner habhaft werden konnte. Der angesehene Mann im grünen Rock geht seiner Intuition nach und sucht den Übeltäter unter den Jägern (Soldaten) des in der Nähe stationierten Bataillons Sporck. Bald erweist sich von Rüdigers Vermutung als richtig, und es kommt zu einem Verfolgungsduell zwischen den beiden Kontrahenten. Der Forstmeister kann schließlich einen der Sporckschen Jäger, einen jüngeren Offizier mit ausgeprägter Jagdleidenschaft, als Täter stellen. Dieser Leutnant von Naugard sieht, auch der Ehre seines Regiments willen, daraufhin keinen anderen Ausweg mehr, als sich das Leben zu nehmen.

## Produktionsnotizen
Die Sporck’schen Jäger entstand im November/Dezember 1926 im May-Film-Atelier in Berlin-Weißensee und mit Außenaufnahmen im Berliner Grunewald. Der Film passierte die Zensur am 10. Dezember 1926 und wurde am 10. Januar 1927 in Berlins Phoebus-Palast uraufgeführt. Der mit Jugendverbot belegte Siebenakter besaß eine Länge von 2076 Metern. In Österreich lief der Film auch unter dem Titel Das Geheimnis einer Nacht.
Max Knaake entwarf die Filmbauten, der üblicherweise vor der Kamera agierende Gustav Püttjer wurde hier gemeinsam mit Fritz Brunn als Aufnahmeleitung eingesetzt.
Rittmeister a. D. Fiebig übernahm die militärische Beratung.

## Kritiken
Das Grazer Tagblatt meinte, dieser Film bringe für jeden Kinobesucher etwas: „für den Lachlustigen Humor, für den Nachdenklichen eine erschütternde Handlung, für den Naturfreund wundervolle Bilder aus dem Jäger- und Försterleben, für den Liebhaber von Sensationen zahlreiche aufregende Szenen aus dem Wildererleben und schließlich für die vielen Besucher, die am Film besonders das gute Spiel der Darsteller schätzen, ein Starensemble deutscher Filmkünstler von internationalem Ruf ...“.
Die Reichspost urteilte: „Die Vorgänge sind dramatisch und psychologisch meisterhaft entwickelt und geben zusammen mit dem lebenswahren Spiel der Darsteller, namentlich Albert Steinrücks und Walter Rillas, und den herrlichen Naturaufnahmen ein dramatisches Kunstwerk von höchster Vollendung.“